# 饰迈蛛
饰迈蛛（学名：Metallina segmentata）为肖峭科迈蛛属的动物。分布于欧洲、俄罗斯以及中国大陆的新疆等地，一般栖息于灌木丛。该物种的模式产地在欧洲。